# Seenu atoll
Seenu Atholhu är en administrativ atoll i Maldiverna. Den ligger i den södra delen av landet. Antalet invånare är 18 941. Arean är 15,0 kvadratkilometer. Seenu Atholhu gränsar till Gaafu Dhaalu Atholhu. 
Terrängen i Seenu Atholhu är mycket platt.
Seenu Atholhu består av ett antal öar, bland annat:
- Addu City
- Herethere
- Hikihera
- Meedhoo

På ön Gan ligger Gan International Airport.